# Mentor (Kentucky)
Pour les articles homonymes, voir Mentor.
Mentor est une ville américaine située dans le comté de Campbell, dans le Kentucky. Selon le recensement de 2020, sa population est de 218 habitants.